# Irene de Brunswick
Irene de Brunswick, nascuda amb el nom d'Adelaida aproximadament l'any 1293 i morta el 16 o 17 d'agost de 1324, va ser la primera esposa d'Andrònic III Paleòleg. A través del seu matrimoni, es va convertir en emperadriu de l'Imperi Romà d'Orient, tot i que va morir abans que el seu marit es convertís en l'únic emperador.
Era filla d'Enric I de Brunswick-Grubenhagen i d'Agnes de Meissen. Els seus avis materns eren Albert II, Margrave de Meissen i Margarida de Sicília.
El març del 1318, es va casar amb el príncep Andrònic Paleòleg el fill gran de Miquel IX Paleòleg i de Rita d'Armènia. El seu sogre era aleshores coemperador amb Andrònic II Paleòleg. Després del seu matrimoni, es va incorporar a l'Església ortodoxa oriental i va prendre el nom d'Irene. Van tenir un sol fill, un fill, nascut el juny del 1320 i mort al febrer de 1322.
Va morir l'any 1324 a Tekirdağ durant la guerra civil entre Andrònic II i Paleòleg Andrònic III que va tenir lloc entre el 1321 i el 1328. El seu marit va reclamar el tron durant aquest període, convertint-la en emperadriu contra un emperador rival. El 1326, el seu marit es va tornar a casar amb Joana de Savoia.